# Dobrogoszcz (powiat szczecinecki)
Dobrogoszcz – osada w Polsce położona w województwie zachodniopomorskim, w powiecie szczecineckim, w gminie Szczecinek.
Zobacz też: Dobrogoszcz.